# Польцо (Нижньогородська область)
Польцо (рос. Польцо) — село в Вачському районі Нижньогородської області Російської Федерації.
Населення становить 293 особи. Входить до складу муніципального утворення Арефинська сільрада.

## Історія
Від 2009 року входить до складу муніципального утворення Арефинська сільрада.

## Населення
| 1859 | 1897  | 1905  | 1926  | 1999 | 2002 | 2010 |
| ---- | ----- | ----- | ----- | ---- | ---- | ---- |
| 727  | ↗1150 | ↘1130 | ↗1365 | ↘387 | ↘372 | ↘293 |